# Nhà máy điện Zuivska
Nhà máy điện Zuivska (tên khác: Zuivska TES, tiếng Ukraina: Зуївська ТЕС) là một nhà máy nhiệt điện ở thành phố Zuhres thuộc tỉnh Donetsk, Ukraina. Công trình này có một ống khói cao 330 mét (1.080 ft), là cấu trúc đứng tự do cao nhất ở Ukraina.